# Darwin College
Il Darwin College è uno dei collegi costituenti l'Università di Cambridge. È stato il primo college presso questa istituzione ad ammettere solo studenti già laureati (graduates), ed anche il primo ad ammettere le donne (fin dalla sua fondazione nel 1964). Ospita il più alto numero di graduates rispetto ad ogni altro collegio. Una particolarità del Darwin consiste nel fatto che sia stato fondato da altri collegi della stessa università, il Trinity, il St. John's e il Gonville and Caius.

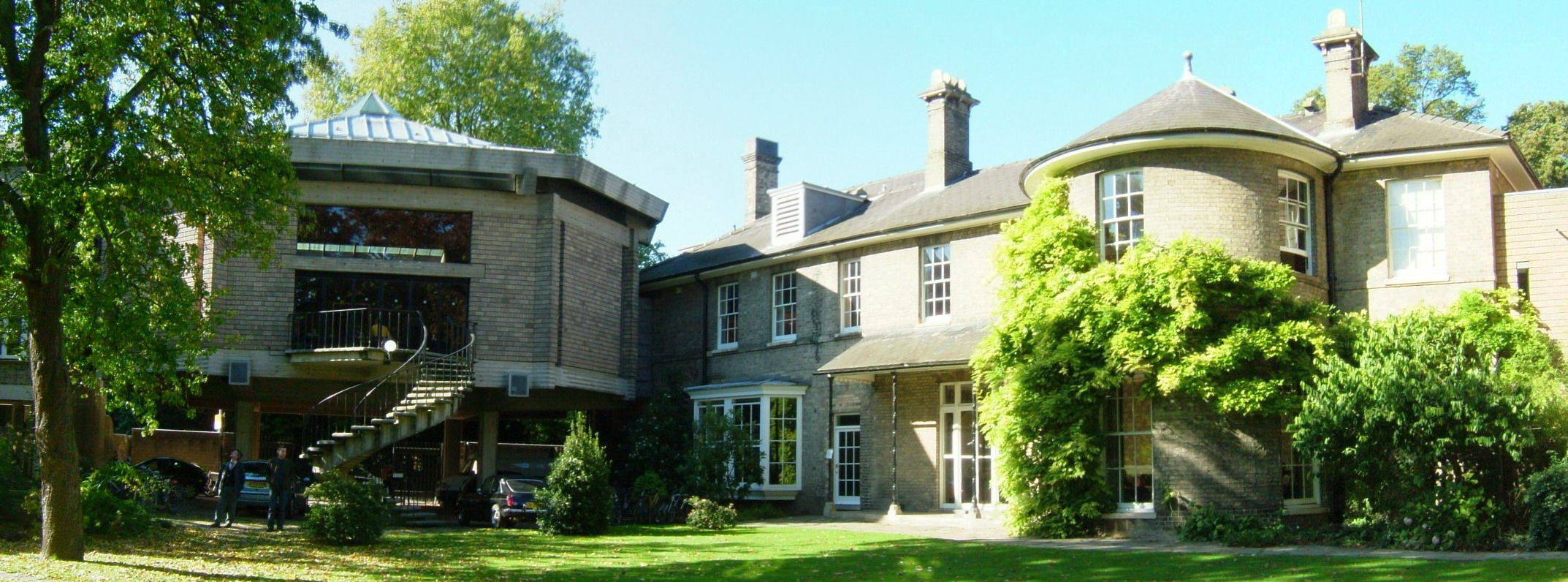
Un complesso residenziale per gli studenti all'interno del Darwin College